# Шапошниково (Сумская область)
Шапошниково (укр. Шапошникове) — село,
Садовский сельский совет,
Сумский район,
Сумская область,
Украина.
Код КОАТУУ — 5924786806. Население по переписи 2001 года составляло 19 человек.

## Географическое положение
Село Шапошниково находится на левом берегу реки Струлка,
выше по течению примыкает село Великий Яр,
ниже по течению на расстоянии в 1,5 км расположено село Елисеенково,
на противоположном берегу — село Великий Яр.
Рядом проходит автомобильная дорога Н-07.

## Известные уроженцы
- Мамонтов, Яков Андреевич (1888—1940) — украинский советский драматург, поэт, прозаик, театровед.